# Norman Kerry

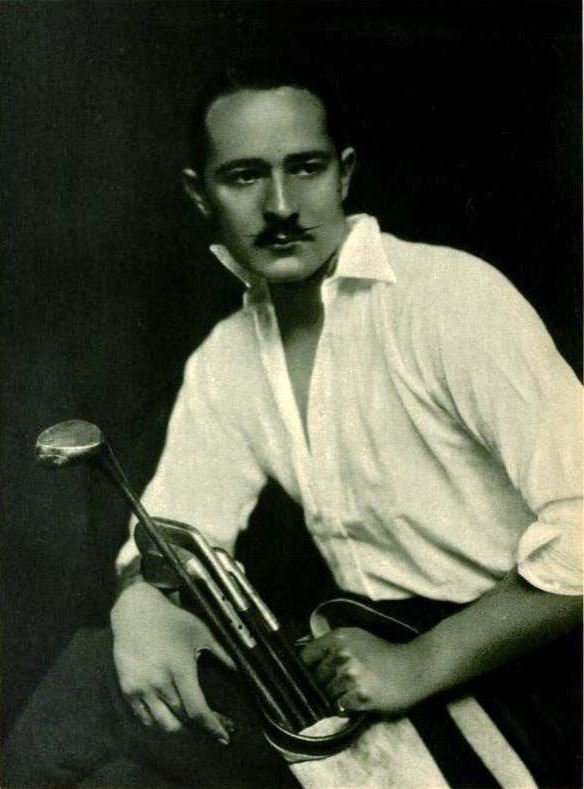
Norman Kerry (1921)

Norman Kerry (* 16. Juni 1894 in Rochester, New York als Arnold Kaiser; † 12. Januar 1956 in Los Angeles, Kalifornien) war ein US-amerikanischer Schauspieler.

## Leben
Er wurde als Sohn deutscher Eltern als Arnold Kaiser in Rochester geboren. Mit Beginn des Ersten Weltkriegs änderte er seinen unverwechselbar deutschen Namen in Norman Kerry. 1916 erschien er das erste Mal auf der Leinwand, einer seiner ersten Filme war eine Nebenrolle in Manhattan Madness von Allan Dwan. Schon ein Jahr später hatte er seine erste Hauptrolle an der Seite von Mary Pickford in The Little Princess, einem Film von Marshall Neilan. Zwei seiner bis heute bekanntesten Rollen spielte er unter der Regie von Rupert Julian in Rummelplatz des Lebens und Das Phantom der Oper. In den Lon-Chaney-Filmen Der Glöckner von Notre Dame, Das Phantom der Oper und Der Unbekannte spielte er jeweils romantische Liebhaber.
Mit der Einführung des Tonfilms endete Kerrys Karriere. Er spielte noch in drei Tonfilmen, anschließend blieben Rollenangebote aus. Zu Beginn des Zweiten Weltkrieges verpflichtete er sich in der Fremdenlegion, kehrte jedoch nach der Besetzung Frankreichs in die USA zurück. Norman Kerry starb 1956 in Los Angeles, Kalifornien, an einem Leberleiden und wurde auf dem Holy Cross Cemetery (Culver City) in Los Angeles County beigesetzt. Norman Kerry hat einen Stern auf dem Hollywood Walk of Fame bei 6724 Hollywood Blvd.

## Filmografie (Auswahl)
- 1916: Vanity
- 1917: The Little Princess
- 1917: The Little American
- 1918: Amarilly of Clothes-Line Alley
- 1919: Getting Mary Married
- 1921: Buried Treasure
- 1923: Rummelplatz des Lebens (Merry-Go-Round)
- 1923: Der Glöckner von Notre Dame (The Hunchback of Notre Dame)
- 1924: Der Ehe ewiges Einerlei (So This Is Marriage?)
- 1925: Das Phantom der Oper (The Phantom Of The Opera)
- 1925: Fieberndes Blut (The Price of Pleasure)
- 1926: Der Todeskampf im Polareis (The Barrier)
- 1927: Annie Laurie – Ein Heldenlied vom Hochland (Annie Laurie)
- 1927: Der Unbekannte (The Unknown)
- 1928: Die Dame aus Moskau (The Woman From Moscow)
- 1928: Die Hölle der Heimatlosen (The Foreign Legion)
- 1931: Bachelor Apartment
- 1931: Air Eagles
- 1941: Tanks a Million